# Ottmar Nachtgall
 (mai 2024).
Ottmar Nachtgall (latinisé Ottomarus Luscinius, né en 1480 à Strasbourg, mort en 1537 à Fribourg-en-Brisgau) est un humaniste catholique alsacien, helléniste, connu pour ses nombreuses traductions grecques et latines. Après la Réforme protestante de Strasbourg il s'exila vers Augsbourg, puis à la chartreuse de Fribourg-en-Brisgau.

## Biographie

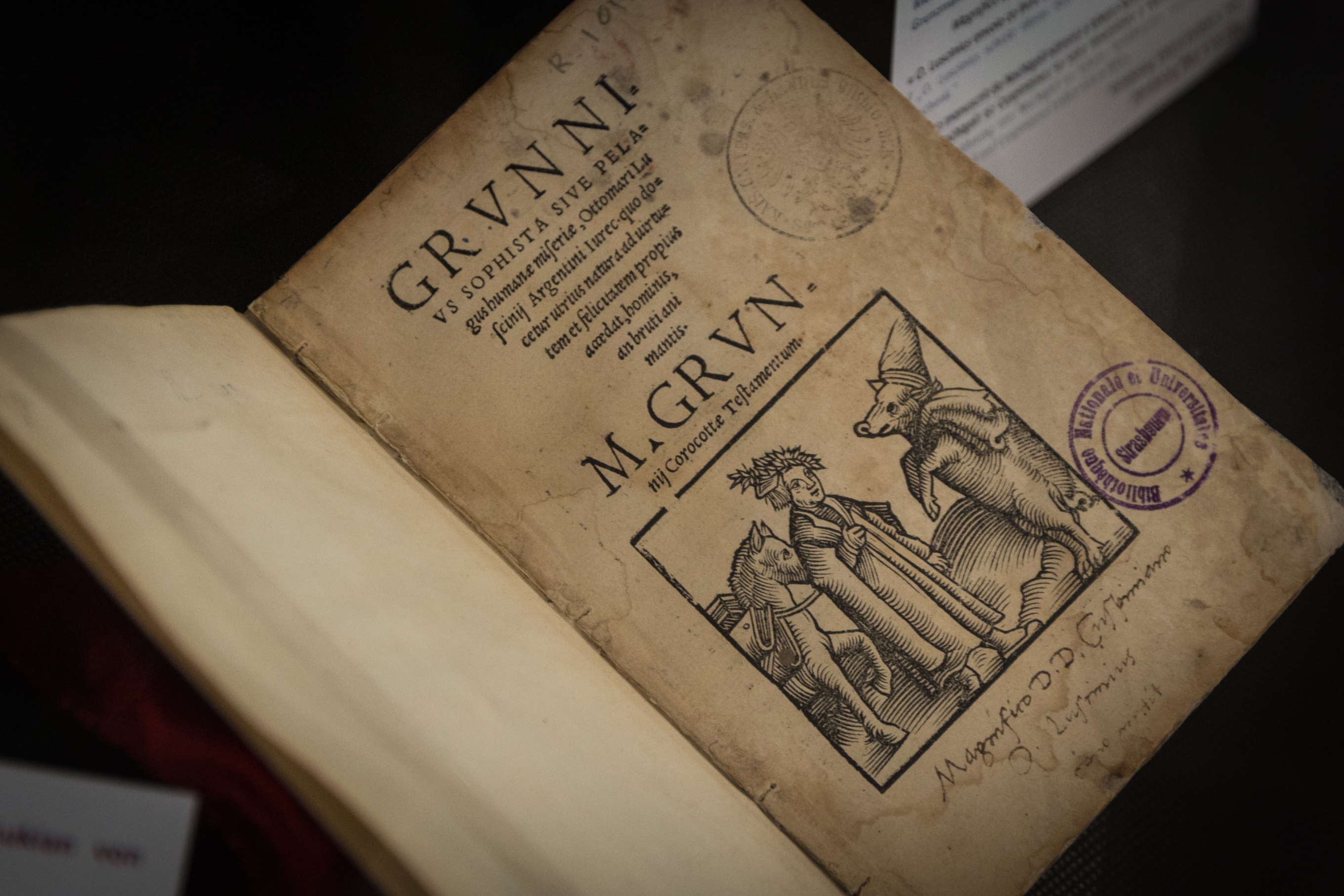
Grunnius le sophiste, ou l’océan de l’humaine misère. Strasbourg 1522.
– Coll. Bibliothèque nationale et universitaire de Strasbourg.

Né de Ottilia et Johannes Nachtgall, il commence sa formation intellectuelle à Strasbourg auprès des humanistes Jacques Wimpfeling puis Jean Geiler de Kaysersberg. Il poursuit à l'Université de Heidelberg en 1494, où il obtiendra son baccalauréat en 1496. Ottmar Nachtgall entame ensuite sa peregrinatio dans les universités de Paris, Louvain, Padoue, Vienne. C'est en Autriche qu'il reçoit une formation d'organiste compositeur, sous l'égide de Wolfgang Grefinger ; il travaillera à plusieurs reprises sous les conseils de Paul Hofhaimer, organiste attitré de l'Empereur Maximilien.
Ses voyages continuent en 1510, date à laquelle il se rend à Augsbourg suivre l'enseignement de Sebastian Virdung (musicologie) et de Konrad Peutinger. En 1511 il prend le chemin de Paris, à la rencontre de Hieronymus Aleander pour parfaire son étude du grec ancien, et de Fausto Andrelli pour les classiques latins.
C'est en 1514 qu'il revient à Strasbourg, où il est nommé vicaire et organiste de l'église Saint-Thomas. Il y écrira trois traités de musique, dont Musicae Institutiones en 1515, tout en promouvant le grec ancien par ses nombreuses publications. On le retrouve également professeur de littérature latine, à la Commanderie de Saint-Jean, et très actif dans l'humanisme rhénan. Il fera notamment partie du cercle Sodalitas literaria. Il recevra en 1518 le titre de Doctor juris pontificii, mais supportera mal la réforme protestante en cours et très influente à Strasbourg.
Faute de s'entendre avec les protestants, Ottmar Nachtgall reste fidèle au catholicisme et se réfugie en 1523 à Augsbourg, sous la protection de différentes personnes dont l'évêque Christophe de Stadion, et les banquiers Fugger qui le proposent chanoine et prédicateur de l'église Saint-Maurice tout en lui accordant une pension de 80 florins. Il rencontre tout de même des difficultés auprès du Conseil luthérien de la ville, ce qui lui vaudra quelques interdictions en dépit des appuis de Charles Quint.
En 1528 il déménage à Fribourg-en-Brisgau et loge dans l'immense Haus zum Walfisch (alors hôtel de ville) en compagnie d'Érasme. Il refuse un poste à l'église Notre-Dame de Munich, et préfère entamer un pèlerinage à Marseille en 1531, puis à Mayence en 1532. Il vivra ensuite reclus dans la Chartreuse de Fribourg, où il reposera définitivement à sa mort en 1537. Le monastère héritera de sa bibliothèque constituée de 390 ouvrages, dont une partie est aujourd'hui conservée dans la collection de la bibliothèque universitaire de Fribourg.

## Publications
- 1515 Musicae institutiones ; études musicologiques et compositions.
- 1515 Collectanea sacrocancta ; grec ancien et théologie.
- 1517 Progymnasmata Graecanicae literaturae ; cours de grammaire grecque.
- 1522 Grunnius sophista ; dialogue satirique
- 1524 Allegoriae Psalmorum ; études de psaumes, en latin et allemand.
- 1525 Die evangelisch Hystori ; étude des évangiles.
- 1529 Seria iocique dulcissimo literaru mecoenati ; avec Antonio Fuggero.
- 1536 Musurgia seu praxis musicae ; traité de musique.